# Al-Mayassa bint Hamad Al Thani
Sheikha al Mayassa (Son Excellence Sheikha Al Mayassa Bint Hamad Bin Khalifa Al-Thani, née en 1982) est une princesse du Qatar, 14e enfant de l'émir du Qatar Hamad ben Khalifa Al Thani. Surnommée la culture queen par les médias anglo-saxons, elle est de par sa fortune une des femmes mécènes les plus influentes du monde de la culture et de l'art (classement du magazine Forbes 2012 des 100 femmes les plus influentes au monde).

## Biographie

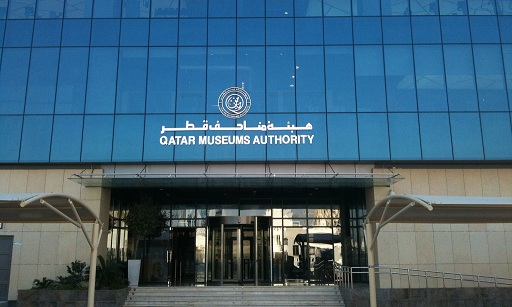
Qatar Museums Authority de Doha.

En 1983 Sheikha al Mayassa naît au Qatar, fille de l'émir Hamad ben Khalifa Al Thani et de sa seconde épouse Mozah bint Nasser al-Missned.
Elle apprend le français, l'anglais et l'arabe à Doha puis est diplômée en 2005 d'un BA en science politique et en littérature de l'université Duke en Caroline du Nord aux États-Unis. Elle poursuit ses études durant un an à Sciences Po et à l'université Paris-1 Panthéon-Sorbonne, puis des études supérieures à l'université Columbia de Manhattan à New York.
De retour au Qatar, elle fonde et préside l'ONG philanthropique « Reach Out To Asia » (ROTA) pour aider les victimes des récentes catastrophes naturelles en Asie et pour fournir un accès à l'éducation pour les populations mal desservies de ce continent.
Importante mécène du monde de l'art, elle a pour ambition de faire du Qatar un centre mondial de premier plan pour la culture, l'art et l'éducation pour sa région et dans le monde. Elle est nommée chef et présidente du conseil d'administration du Qatar Museums Authority (AMQ) (organisme qui dirige les musées du Qatar), avec un budget d'achat d'art record de près d'1 milliard de dollars (estimation du magazine Forbes). Au cours des années 2000, la famille Al Thani a acheté pour près de un milliard de dollars de peintures et sculptures occidentales, dont Les Joueurs de cartes de Paul Cézanne au prix record de plus de 250 millions de dollars.
En 2008, elle crée avec l'acteur américain Robert De Niro l'événement Tribeca film festival Doha, une déclinaison qatarie du Festival du film de Tribeca.
En août 2013, elle annonce que le Qatar Museums Authority change de statut : l'organisme de gestion des musées qataris devient un institut privé, et non plus une propriété de l'état.

## Vie privée
Le 6 janvier 2006 Sheikha Al-Mayassa épouse le cheikh Jassim bin Abdul Aziz Al-Thani Al-Wajbah avec qui elle a cinq enfants.